# Орлов, Даль Константинович
Даль Константи́нович Орло́в (10 февраля 1935, Раздольное — 24 февраля 2021, Москва) — советский и российский киновед, драматург, сценарист, критик, публицист и телеведущий. Заслуженный деятель искусств РСФСР (1984).

## Биография
Родился в посёлке Раздольное Ворошиловского района Дальневосточного края (ныне Надеждинский район, Приморский край) в семье офицера-политработника Константина Васильевича Орлова. В 1941 году семья жила в Иркутске, где служил отец, а в 1942 году — в деревне Асино Томской области. Затем мать, Ася Григорьевна Ициксон, с двумя детьми — Далем и Люсей — переехала в Кустанай к брату, Соломону Григорьевичу Ициксону, в 1941—1951 годах главному редактору газеты «Сталинский путь».
В 1952 году окончил с серебряной медалью школу в Москве. В 1953 году на Всесоюзных соревнованиях по лёгкой атлетике стал чемпионом СССР среди юношей в тройном прыжке.
В 1957 году окончил филологический факультет МГУ. В 1958—1969 годах — сотрудник, заместитель заведующего, заведующий отделом литературы и искусства газеты «Труд». В 1969—1972 годах — заместитель главного редактора журнала «Искусство кино». В 1972—1978 годах — главный редактор Главной сценарно-редакционной коллегии Госкино СССР, член коллегии Госкино СССР. В 1978—1986 годах — главный редактор журнала «Советский экран». В 1980—1986 годах был также одним из ведущих телепередачи «Кинопанорама», чередуясь с Эльдаром Рязановым.
В 1994—1997 годах — корреспондент, заведующий московским бюро газеты «Новое русское слово» в Нью-Йорке. В 1998—2001 годах — в газете «Век», в 2003—2006 годах — в «Родной газете».
Выступал в печати с 1956 года. Автор ряда книг и статей об отечественном и зарубежном кинематографе, театре и литературе, а также пьес и киносценариев. В пьесе «Ясная Поляна» (премьера 1973, Омский академический театр драмы) на отечественную сцену впервые был выведен Лев Толстой как персонаж драмы.
Член Союза писателей СССР (1970) и Москвы, член Союза кинематографистов СССР и Союза кинематографистов России, член Союза журналистов России, член Российского театрального общества (ВТО) и Союза театральных деятелей Российской Федерации.
Скончался 24 февраля 2021 года в Москве. Похоронен в Крыму в посёлке Симеиз у горы Кошка рядом с женой и тестем.

### Семья
- Родители — Константин Васильевич Орлов (1908—1989), офицер-политработник, и Ася Григорьевна Ициксон (1909—?), заведующая орготделом Кустанайского горкома КП(б)К[11];
- Бабушка — Эмма Моисеевна Ициксон;
- Сестра — Людмила Константиновна Орлова;
- Жена — Елена Дмитриевна Изергина-Орлова (?—2019), манекенщица, театровед; внучка врача П. В. Изергина, первым браком была замужем за Валентином Гафтом;
  - Дочь — Ольга Леннартц (род. 1972), переводчица. Зять — Ульрих Леннарц, техсотрудник профессионального колледжа в Фирзене.

## Фильмография
- 1978 — Лев Толстой — наш современник (научно-популярный)
- 1980 — Быстрее собственной тени
- 1983 — Мы были счастливы (Н. Подвойский) (научно-популярный)
- 1984 — Лидер
- 1984 — Репортаж из бездны
- 1986 — Капабланка (совместно с Э. Альберто, М. Эррерой)
- 1987 — Николай Подвойский (под псевдонимом — Д. Костин)
- 1989 — Трудно быть богом (в соавторстве)
- 1991 — Смерть за кулисами

## Звания и награды
- Золотая медаль ВДНХ СССР (1979) — за публикации, посвящённые достижениям советского кинематографа, пропаганде передовых методов кинообслуживания населения, поиски новых форм общения с многомилионным читателем журнала «Советский экран»;
- заслуженный деятель искусств РСФСР (4 мая 1984)[5][12];
- нагрудный значок «Отличник кинематографии СССР» (1985)[источник не указан 462 дня];
- медаль «Ветеран труда» (1988)[источник не указан 462 дня];
- лауреат журналистского конкурса «Золотой гонг — 2005» — лучший материал года о проблемах культуры[источник не указан 462 дня];
- «Золотой диплом» в номинации «Публицистика» на II Славянском литературном форуме «Золотой витязь» за книгу мемуаров «Реплика в зал. Записки действующего лица» (2011)[источник не указан 462 дня];
- Общественная премия Российского детского фонда (2018)[источник не указан 462 дня].

## Комментарии
1. ↑  По воспоминаниям кинокритика Аллы Гербер, Даль Орлов приводил публикуемые в «Советском экране» материалы в соответствие с политикой КПСС[7].